# Akon
Akon (phiên âm IPA: /ˈeɪ.kɑn/, tên khai sinh: Aliaune Damala Bouga Time Puru Nacka Lu Lu Lu Bantigon Badara Akon Thiam, ngày sinh: 30 tháng 4 năm 1973) là một ca sĩ hip hop và R&B, nhạc sĩ, và thỉnh thoảng là một rapper và nhà sản xuất đĩa nhạc người Mỹ gốc Sénégal. Akon bắt đầu nổi tiếng vào năm 2004 sau khi phát hành đĩa đơn "Locked Up" từ album đầu tay Trouble. Album nhạc thứ hai của anh, Konvicted, giúp anh có được một đề cử cho Giải Grammy dành cho đĩa đơn "Smack That". Anh là sáng lập viên của Konvict Muzik và Kon Live Distribution. Anh nổi tiếng với kiểu hát hook và có hơn 130 khách diễn và 21 bài hát lọt vào Billboard Hot 100 trong sự nghiệp. Anh là nghệ sĩ duy nhất hai lần có bài hát giữ cùng lúc ở vị trí thứ nhất và thứ hai trong bảng xếp hạng Billboard Hot 100.

### 2006–2007: Konvicted

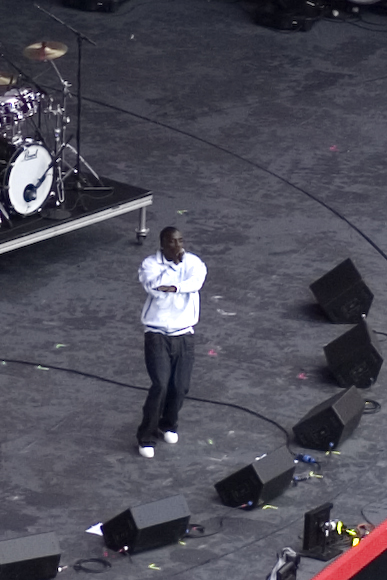
Akon biểu diễn tại buổi hòa nhạc Live Earth 2007 ở New Jersey

## Sự nghiệp